# Anna Proclemer
Anna Maria Proclemer, talvolta indicata come Anna Vivaldi (Trento, 30 maggio 1923 – Roma, 25 aprile 2013), è stata un'attrice e doppiatrice italiana.

## Biografia
Esordisce nel 1941 in Nostra Dea di Massimo Bontempelli, per la regia di Turi Vasile con il Teatro dell'Università di Roma, ma l'esordio come protagonista avviene qualche mese più tardi in Minnie la candida, sempre di Bontempelli, per la regia di Ruggero Jacobbi. Durante la guerra recita con il Teatro delle Arti di Anton Giulio Bragaglia, in seguito con la compagnia dell'IDI, la compagnia Pagnani-Cervi e quella di Ricci. Lavora con Vittorio Gassman e Luigi Squarzina al Teatro d'Arte e, ancora, al Piccolo Teatro di Milano diretta da Giorgio Strehler.

Anna Proclemer con la sua Alfa Romeo Giulietta Sprint nel 1955

Al cinema è protagonista di 15 film. Successivamente interpreta ruoli da non protagonista, ma nel contempo viene scelta da Alberto Lattuada come doppiatrice di Yvonne Sanson ne Il delitto di Giovanni Episcopo. Darà voce anche ad Anne Bancroft in Anna dei miracoli, interpretandone successivamente il ruolo in una riduzione televisiva andata in onda nel 1968 e più volte replicata. Prima di queste due esperienze è stata protagonista di Anna dei miracoli in teatro, nella stagione 1960-61, al fianco dell'esordiente Ottavia Piccolo.
Nel 1955 Lucio Ardenzi la coinvolge in una tournée nell'America del Sud - Brasile, Argentina, Uruguay - organizzata con l'appoggio del Ministero dello spettacolo. Fra i partecipanti, attori quali Luigi Vannucchi, Giorgio Albertazzi, Renzo Ricci, Eva Magni, Tino Buazzelli, Glauco Mauri, Davide Montemurri, Franca Nuti e Bianca Toccafondi. A parte il Re Lear di Shakespeare, che vedeva riuniti nello stesso spettacolo tutti gli attori principali della compagnia, il repertorio era tutto italiano: Corruzione al Palazzo di giustizia di Ugo Betti, Beatrice Cenci di Alberto Moravia in prima mondiale, Il seduttore di Diego Fabbri.

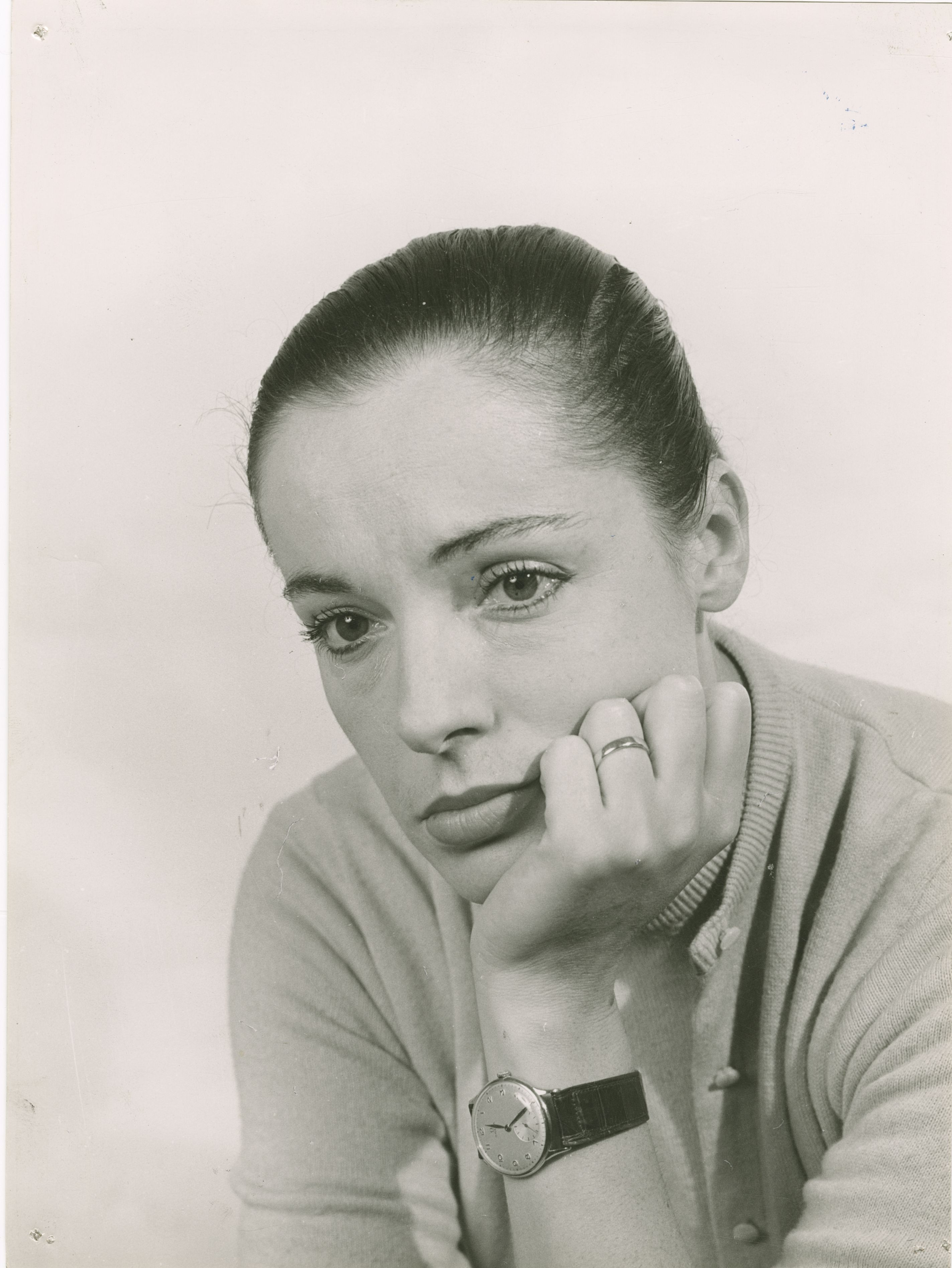
Anna Proclemer nel 1964

Nel 1956 inaugura un lungo sodalizio artistico e sentimentale con Giorgio Albertazzi. Proprio al suo fianco è la prima apparizione televisiva, tre anni dopo, nello sceneggiato televisivo L'idiota, cui fanno seguito molte altre, soprattutto in riduzioni di spettacoli teatrali. Il suo repertorio comprende, fra l'altro, testi di Pirandello, George Bernard Shaw, Lillian Hellman e D'Annunzio.
Nel 2010 le è stato assegnato il Premio Gassman alla carriera per il teatro e nel 2011 il Premio Alabarda d'oro. Anna Proclemer conclude la sua settantennale carriera partecipando al film Magnifica presenza di Ferzan Özpetek, del 2012. Lo stesso regista l'avrebbe poi scritturata per un'altra parte nel suo film successivo Allacciate le cinture, ma lei ha declinato asserendo di non sentirsela di spostarsi e di affrontare un altro ruolo. È morta il 25 aprile 2013, a 89 anni. Nel 2018, in occasione del quinto anniversario della morte, il giornalista trentino Franco Delli Guanti ha realizzato il documentario La tigre di carta. Anna Proclemer tra successi e fragilità.

### Vita privata
Nel 1946 sposò lo scrittore Vitaliano Brancati, che scrisse per lei l'opera teatrale "La Governante". Nel 1947 la coppia ebbe una figlia di nome Antonia, che in seguito divenne scrittrice e sceneggiatrice. Poco prima della morte di Brancati, avvenuta nel 1954, la coppia decise di separarsi. Successivamente la Proclemer iniziò una lunga relazione con l'attore Giorgio Albertazzi. Atea dichiarata, in un'intervista del 2003, alla soglia degli 80 anni, Proclemer disse: «quando ho un dolore interiore non so a chi rivolgermi, se non alla memoria delle persone che ho amato».

## Filmografia

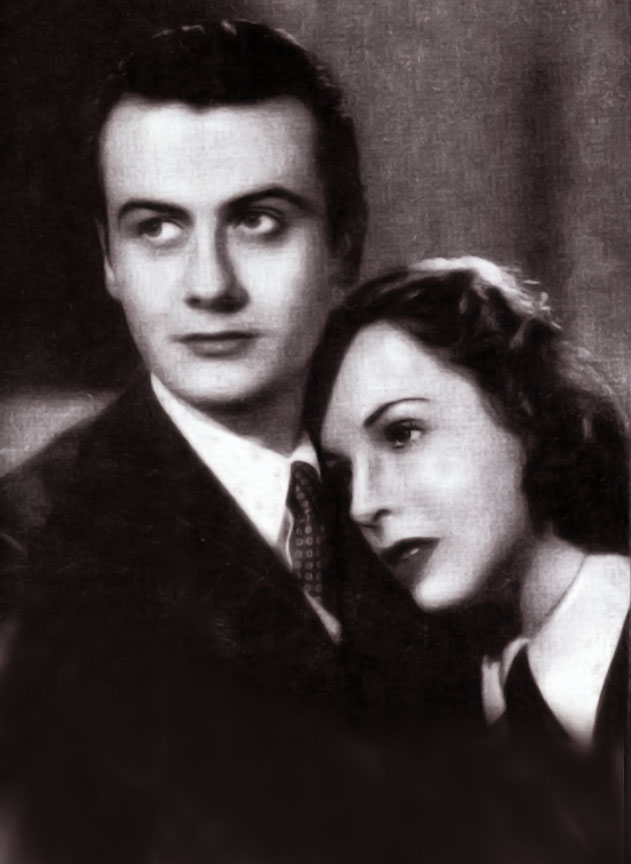
Con Roberto Villa in Giorno di nozze, 1942

### Cinema
- Giorno di nozze, regia di Raffaello Matarazzo (1942)
- Il birichino di papà, regia di Raffaello Matarazzo (1943)
- Malìa, regia di Giuseppe Amato (1946)
- Viaggio in Italia, regia di Roberto Rossellini (1954)
- Paranoia, regia di Umberto Lenzi (1970)
- Il fidanzamento, regia di Giovanni Grimaldi (1975)
- Cadaveri eccellenti, regia di Francesco Rosi (1976)
- Nina (A Matter of Time), regia di Vincente Minnelli (1976)
- Il marito in collegio, regia di Maurizio Lucidi (1977)
- No problem, regia di Vincenzo Salemme (2008)
- Magnifica presenza, regia di Ferzan Özpetek (2012)

### Televisione
- L'idiota, regia di Giacomo Vaccari - miniserie TV (1959)
- Anna Christie, regia di Sandro Bolchi - miniserie TV (1960)
- La governante, regia di Giorgio Albertazzi - sceneggiato TV (1978)
- George Sand, regia di Giorgio Albertazzi - miniserie TV (1981)
- I ragazzi del muretto, regia di Gianfrancesco Lazotti - serie TV, episodio 3x23 (1996)
- Un amore grande, episodio della serie TV Il maresciallo Rocca (2003)

Inoltre nel 1964 fu interprete, insieme a Giorgio Albertazzi, di una serie di sketch televisivi della rubrica Carosello, pubblicizzando l'Idrolitina della Gazzoni.

## Teatro

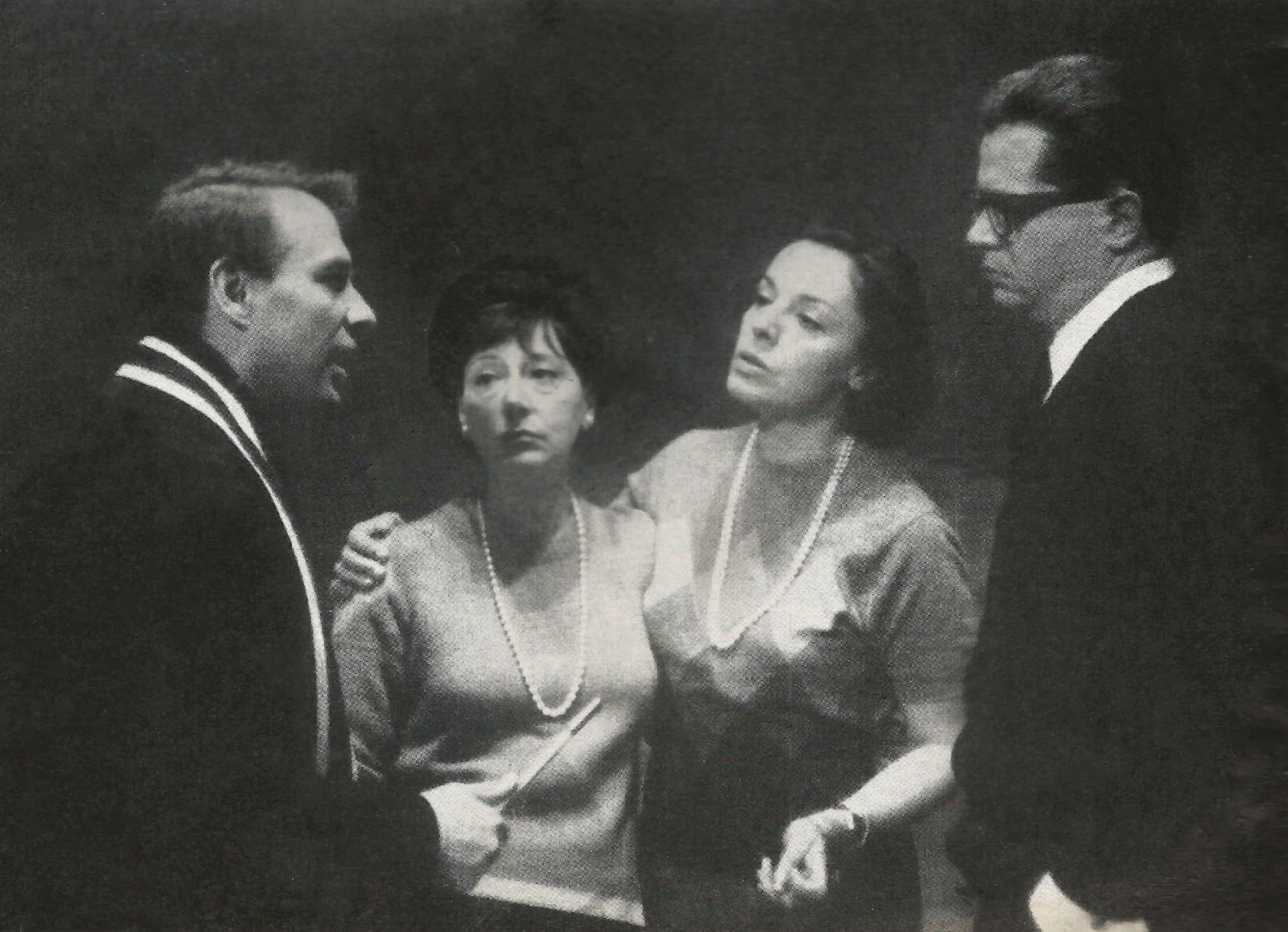
In palcoscenico per Maria Stuarda, da sinistra Giorgio Albertazzi, Lilla Brignone, Anna Proclemer e Luigi Squarzina (1964)

- Nostra Dea di Massimo Bontempelli, regia di Turi Vasile, teatro dell'Università di Roma, 10 novembre 1941.
- La pentolina (Aulularia) di Tito Maccio Plauto, regia di Roberto Marsico, teatro dell'Università di Roma, 26 gennaio 1942.
- Mio fratello il ciliegio di Siro Angeli, regia di Lucio Chiavarelli e Ennio De Concini, teatro dell'Università di Roma, 28 gennaio 1942.
- Minnie la candida di Massimo Bontempelli, regia di Ruggero Jacobbi, teatro dell'Università di Roma, 30 marzo 1942.
- Cenerentola di Massimo Bontempelli, regia di Corrado Pavolini, teatro della Pergola di Firenze, 4 giugno 1942.
- Le Rozeno, di Camillo Antona Traversi, regia di Anton Giulio Bragaglia, Teatro Nuovo di Milano, 13 ottobre 1942.
- La voce nella tempesta, di Adelchi Moltedo (liberamente tratto da Emily Brontë), regia di Anton Giulio Bragaglia. Teatro Nuovo di Milano, 21 ottobre 1942.
- Anfissa di Leonid Andreev, regia di Anton Giulio Bragaglia, Teatro delle Arti di Roma, 5 gennaio 1943.
- I due fratelli rivali, di Giovan Battista Della Porta, regia di Gerardo Guerrieri, Teatro delle Arti di Roma, 27 gennaio 1943.
- La scuola di campagna, di Takeda Izumo e Il quartiere dei piaceri di Cikamatsu, regia di Gerardo Guerrieri, Teatro delle Arti di Roma, 16 febbraio 1943.
- Don Giovanni involontario di Vitaliano Brancati, regia di Anton Giulio Bragaglia, teatro delle Arti di Roma, 2 marzo 1943.
- La libreria del sole di Diego Fabbri, regia di Turi Vasile, Teatro delle Arti di Roma, 3 giugno 1943.
- Catene di Allan Langdon Martin, regia di Anton Giulio Bragaglia, Teatro delle Arti di Roma, 5 ottobre 1943.
- La Gibigianna di Carlo Bertolazzi, regia di Anton Giulio Bragaglia, Teatro delle Arti di Roma, 23 dicembre 1943.
- La rappresentazione di Santa Uliva di Anonimo Fiorentino del XIV secolo, regia di Gualtiero Tumiati e Beryl Tumiati, Cortile della Sapienza di Roma, 31 agosto 1944.
- Tiro a quattro di Frederick Lonsdale, regia di Oreste Biancoli, Teatro Astra di Roma 5 gennaio 1945.
- Rabagas di Victorien Sardou, regia di Ruggero Ruggeri, Teatro Quirino di Roma, 3 febbraio 1945.
- La luna è tramontata di John Steinbeck, regia di Vito Pandolfi, Teatro Quirino di Roma, 15 febbraio 1945.
- Il tempo e la famiglia Conway di Jason Boynton Priestley, regia di Alessandro Blasetti, Teatro delle Arti di Roma, 10 ottobre 1945.
- Incantesimo di Philip Barry, regia di Gerardo Guerrieri, Teatro delle Arti di Roma, 6 febbraio 1946.
- La foresta pietrificata di Robert Sherwood, regia di Alessandro Blasetti, Teatro delle Arti di Roma, 27 febbraio 1946.
- Accenti di gioventù di Samson Raphaelson, regia di Gherardo Gherardi, Teatro delle Arti di Roma, 20 aprile 1946.
- Fascino di Keith Winter, regia di Pietro Sharoff, Teatro delle Arti di Roma, 22 maggio 1946.
- Via dell'angelo di Patrick Hamilton, regia Pietro Sharoff, Teatro delle Arti di Roma, 22 giugno 1946.
- Un viaggio per Venezia, Teatro Eliseo di Roma, 1947.
- Come le foglie di Giuseppe Giacosa, Teatro Eliseo di Roma, 20 settembre 1947.
- Il gabbiano di Anton Čechov, regia di Giorgio Strehler, Piccolo Teatro di Milano, 24 novembre 1948.
- Venezia salva di Massimo Bontempelli, regia di Orazio Costa, Teatro La Fenice di Venezia, 24 settembre 1949.
- La dodicesima notte di William Shakespeare, regia di Orazio Costa, Castello di San Giusto, Teatro Verdi di Trieste, 29 luglio 1950.
- L'amore dei quattro colonnelli di Peter Ustinov, regia di Mario Ferrero, Teatro delle Arti di Roma, dal 30 novembre 1951 al gennaio 1952.
- Anna dei miracoli di William Gibson, regia di Luigi Squarzina, prima al Teatro comunale di Modena, 5 novembre 1960.
- Maria Stuarda, di Friedrich Schiller, regia di Luigi Squarzina, Genova, Teatro Duse, 5 marzo 1965.
- La pietà di novembre di Franco Brusati, regia di Valerio Zurlini, Roma, Teatro Eliseo, 26 marzo 1966.
- Edipo re di Sofocle, regia di Giorgio De Lullo, Teatro alla Scala di Milano, 13 marzo 1969.
- La signorina Margherita di Roberto Athayde, regia di Giorgio Albertazzi, Teatro delle Arti di Roma, 1978.
- La lupa di Giovanni Verga, regia di Lamberto Puggelli, Teatro Valle di Roma, 1979.
- Peer Gynt di Henrik Ibsen, regia di Giorgio Albertazzi, Teatro La Fenice di Venezia, 9 novembre 1980.
- Chi ha paura di Virginia Woolf? di Edward Albee, regia di Mario Missiroli, 1984.
- Giorni felici, di Samuel Beckett, regia di Antonio Calenda, Roma, Teatro La Cometa, 24 febbraio 1990.
- Edipo re, di Sofocle, regia di Giancarlo Sepe, Teatro Greco di Siracusa, 16 maggio 1992.
- Danza di morte, di August Strindberg, regia di Antonio Calenda, Città di Castello, Teatro degli Illuminati, 30 ottobre 1992.
- La fille du régiment, di Gaetano Donizetti, regia di Filippo Crivelli, Teatro alla Scala di Milano, 20 febbraio 2007.

## Prosa radiofonica Rai
- I capricci di Marianna, di Alfred de Musset, regia di Guglielmo Morandi, trasmessa il 22 gennaio 1951.
- Scontro nella notte, di Clifford Odets, regia di Mario Ferrero, trasmessa il 20 luglio 1951
- Otello di William Shakespeare, regia di Anton Giulio Majano, trasmessa il 30 novembre 1951.
- Un tale che passa di Gherardo Gherardi, regia di Sergio Tofano, trasmessa il 29 luglio 1952.
- Amleto, di William Shakespeare, regia di Luigi Squarzina, trasmessa il 2 gennaio 1953
- Edipo re, tragedia di Sofocle, regia di Vittorio Gassman, trasmessa il 18 ottobre 1955
- Santa Giovanna di George Bernard Shaw, regia di Sandro Bolchi, trasmessa il 19 giugno 1956.
- La fuggitiva, dramma in tre atti di Ugo Betti, regia di Luigi Squarzina, trasmesso 2 ottobre 1956
- I capricci di Marianna, commedia di Alfred de Musset regia di Guglielmo Morandi (1957)

## Prosa televisiva Rai
- La foresta pietrificata, regia di Franco Enriquez (1959)
- Anna dei miracoli di William Gibson, regia di Davide Montemurri, trasmessa il 15 dicembre 1968.
- Agamennone di Vittorio Alfieri, regia di Davide Montemurri , trasmessa il 25 giugno (1968)
- La voce umana di Jean Cocteau, regia di Giorgio Viscardi, trasmessa il 22 giugno 1978.

## Doppiatrici
- Rosetta Calavetta in Viaggio in Italia
- Anna Miserocchi in Paranoia

## Doppiaggio
- Yvonne Sanson in Il delitto di Giovanni Episcopo
- Tamara Lees in Vita da cani
- Danielle Darrieux in I gioielli di madame de...
- Ruth Leuwerik in La rossa
- Lilli Cerasoli in Gioventù disperata
- Greta Garbo nei ridoppiaggi di Grand Hotel e Anna Karenina
- Marlene Dietrich nel ridoppiaggio di Capriccio spagnolo
- Jean Harlow nel ridoppiaggio di Pranzo alle otto
- Deborah Kerr in Le miniere di re Salomone
- Linda Darnell in L'isola del peccato
- Anne Bancroft in Anna dei miracoli
- Nancy Guild in La moneta insanguinata

## Discografia parziale

### Album
- 1961 - D'Annunzio - Brani scelti da la figlia di Jorio (La voce del padrone, QELP 8045, LP) con Giorgio Albertazzi
- Dante - La divina commedia - Paradiso (Nuova Accademia Del Disco, BLI 2005, LP) con Ernesto Calindri, Tino Carraro, Giorgio Albertazzi, Ottavio Fanfani

### Singoli
- 1969 - Ti amo... ed io di più/Edda Sospendi il tempo (Boradway International, 7") con Giorgio Albertazzi

## Riconoscimenti
- Premio Flaiano sezione teatro
  - 1987 – Migliore interpretazione in Conversazione galante[6]
  - 2001 – Alla carriera[6]